# San Giuseppe al Trionfale
Die Basilica di San Giuseppe al Trionfale ist eine Pfarrkirche und Titeldiakonie im römischen Quartier Trionfale an der Via Bernardino Telesio.

## Geschichte

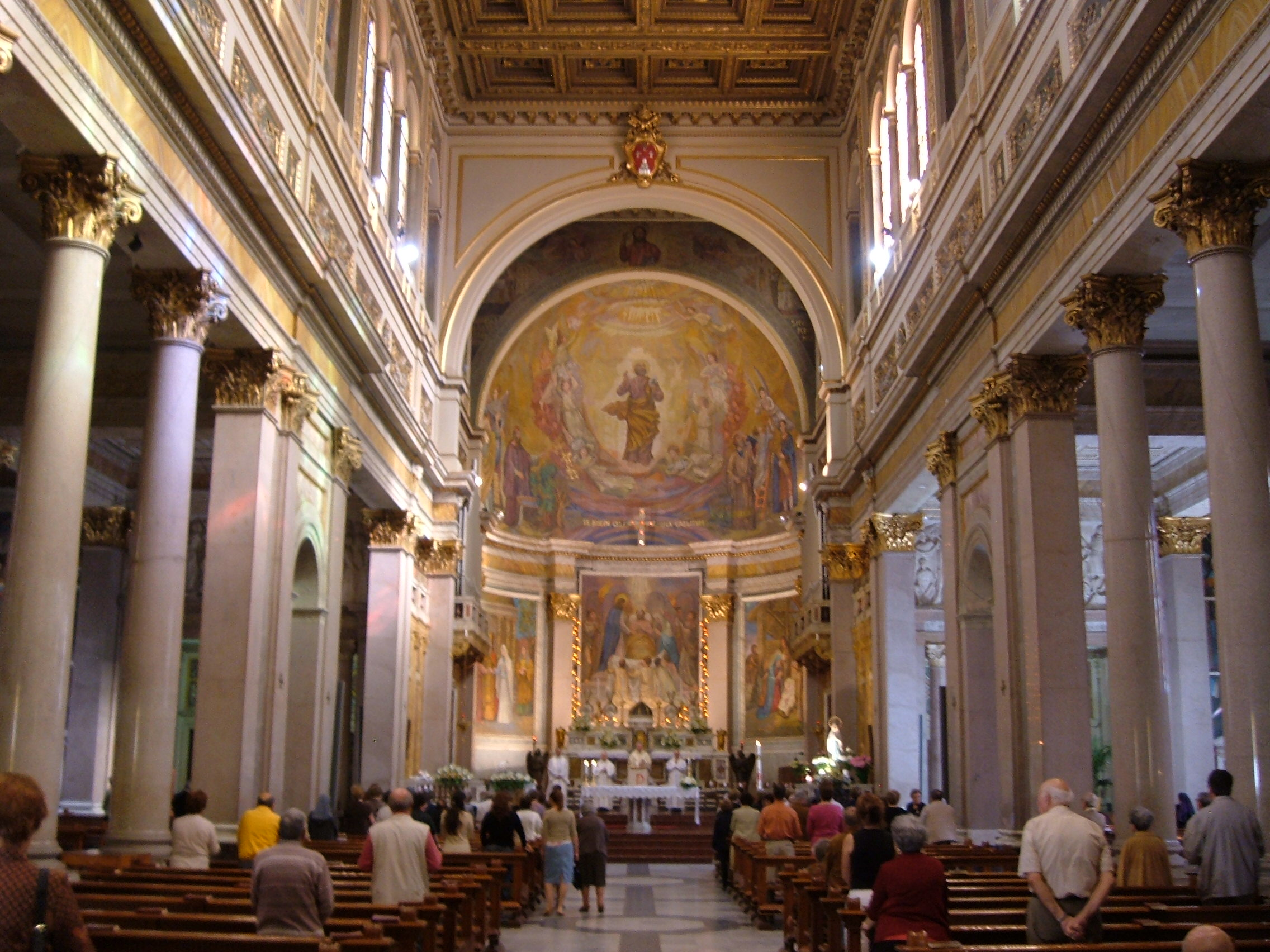
Kircheninneres

Die Errichtung fand auf Initiative von Luigi Guanella mit Unterstützung von Papst Pius X. statt. Die Kirche wurde dem Heiligen Josef geweiht. Dank privater Spenden konnte 1909 mit dem Bau begonnen werden. Architekt war Aristide Leonori.
Neben der architektonischen Aspekten ist auch die antiklerikale Stimmung der Entstehungszeit zu erkennen. Die Prachtseite der Kirche ist nicht dem Hauptplatz oder -straße zugewandt, sondern zu den beiden Nebenstraßen.
Mit der Apostolischen Konstitution Cum incolarum  wurden die Pfarrrechte und -einkünfte von San Marcello hierher übertragen und begann mit dem Bau der Residenza San Giuseppe, dem Sitz der bedeutendsten Pflegeschule in Rom. Die Seelsorge vor Ort übernehmen die Diener der Nächstenliebe.
Am 7. Juni 1967 wurde die Kirche von Papst Paul VI. zur Titeldiakonie und 1970 zur Basilica minor erhoben.
Die Kirche hat ein achtstimmiges Geläut von der Gießerei Bianchi e Colbachini.

## Kardinaldiakone
Folgende Personen waren Titelträger der Diakonie:
- Egidio Vagnozzi, Präfekt der Präfektur für die ökonomischen Angelegenheiten des Heiligen Stuhls, 26. Juni 1967–5. Mai 1973, Kardinalpriester pro hac vice 5. Mai 1973–26. Dezember 1980
- Giuseppe Casoria, Präfekt der Kongregation für den Gottesdienst und die Sakramentenordnung, 2. Februar 1983, Kardinalpriester pro hac vice 5. April 1993–8. Februar 2001
- Severino Poletto, Erzbischof von Turin, Kardinalpriester pro hac vice 21. Februar 2001–17. Dezember 2022
- Emil Paul Tscherrig, Apostolischer Nuntius, seit 30. September 2023